# Breitkopf & Härtel

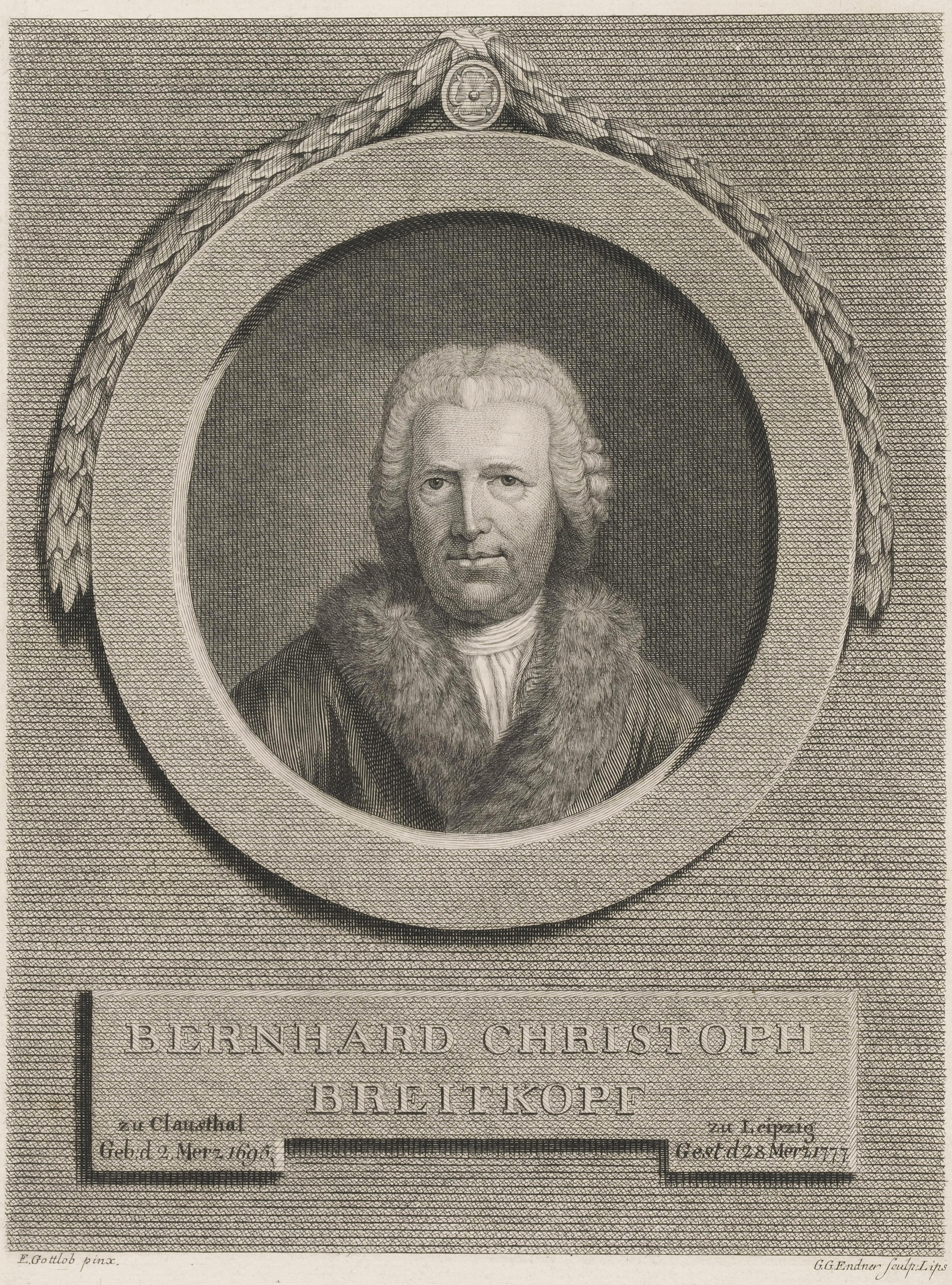
Ritratto dell'editore Bernhard Christoph Breitkopf

Breitkopf & Härtel è la più vecchia casa editrice musicale esistente. L'azienda fu fondata nel 1719 a Lipsia da Bernhard Christoph Breitkopf. Dopo un primo periodo la sede fu spostata in un albergo nei pressi delle chiese di San Tommaso e di San Nicola chiamato Zum Goldenen Bären (All'orso d'oro): il logo aziendale ricorda questa antica sede. Il nome "Härtel" fu aggiunto quando Gottfried Christoph Härtel comprò l'azienda nel 1795.
Nel 1807 e fino al 1870 la Breitkopf & Härtel produsse anche pianoforti che furono molto apprezzati nel XIX secolo anche da pianisti come Franz Liszt e Clara Schumann.
Tra il 1797 ed il 1848 la Breitkopf & Härtel pubblicò l'Allgemeine musikalische Zeitung (Rivista musicale generale) che costituì la prima rivista musicale. Fra gli altri, anche Robert Schumann e Franz Liszt scrissero articoli per questa rivista, e musicisti come Beethoven e Haydn vi furono recensiti.
La Breitkopf & Härtel collaborò con Beethoven, Joseph Haydn, Mendelssohn-Bartholdy, Schumann, Liszt, Wagner e Brahms. 
La tradizione è continuata nel ventunesimo secolo e nel catalogo figurano compositori come Nicolaus A. Huber, Helmut Lachenmann e Udo Zimmermann.
Il catalogo contiene oltre 1000 compositori, 8.000 opere e 15.000 edizioni musicali o libri sulla musica.
Presso questo editore è stata inoltre pubblicata la prima edizione completa delle opere di Wolfgang Amadeus Mozart, la cosiddetta Alte Mozart-Ausgabe, quella delle opere di Johann Sebastian Bach a cura della Bach-Gesellschaft e la prima opera omnia di Giovanni Pierluigi da Palestrina.